# جيونغ دا هاي
جيونغ دا هاي (هانغل: 정다혜) والمعروفة أيضًا في الصين باسم تشنغ دوهوي هي ممثلة كورية جنوبية.   ولدت في 18 يونيو 1985 في سوكوتشو، كوريا الجنوبية.

## روابط خارجية
- جيونغ دا هاي على موقع IMDb (الإنجليزية)